# Javier Camarena
Javier Camarena (Xalapa, Veracruz, 26 de marzo de 1976) es un tenor lírico ligero mexicano, considerado uno de los mejores de la actualidad y altamente solicitado en los teatros más importantes del mundo.
Debutó en el Gran Teatro del Liceo la temporada 2012-2013 con L'elisir d'amore, y volvió con Maria Stuarda (2014-2015), La fille du régiment y Rigoletto (2016-2017). En octubre de 2018 inauguró la temporada de este teatro con I puritani de Bellini, al lado de la soprano Pretty Yende, con un notable éxito de público y de crítica. En enero de 2019 ofreció por primera vez un recital en la misma sala, y la demanda de entradas fue tan elevada que se ampliaron las localidades poniendo sillas hasta en el mismo escenario. Hasta entonces, esto solamente había pasado en el coliseo barcelonés para ver a Luciano Pavarotti y Jonas Kaufmann.
El 30 de octubre de 2019 debutó temporada y a la vez estrenó en el Teatro Real de Madrid una ópera considerada de las más difíciles del género del bel canto, y, por tanto, poco presentadas. Se trató de “Il Pirata” de Vicenzo Bellini, que desde su estreno en el teatro de La Scala de Milán, nunca había sido presentada en el Teatro Real de Madrid

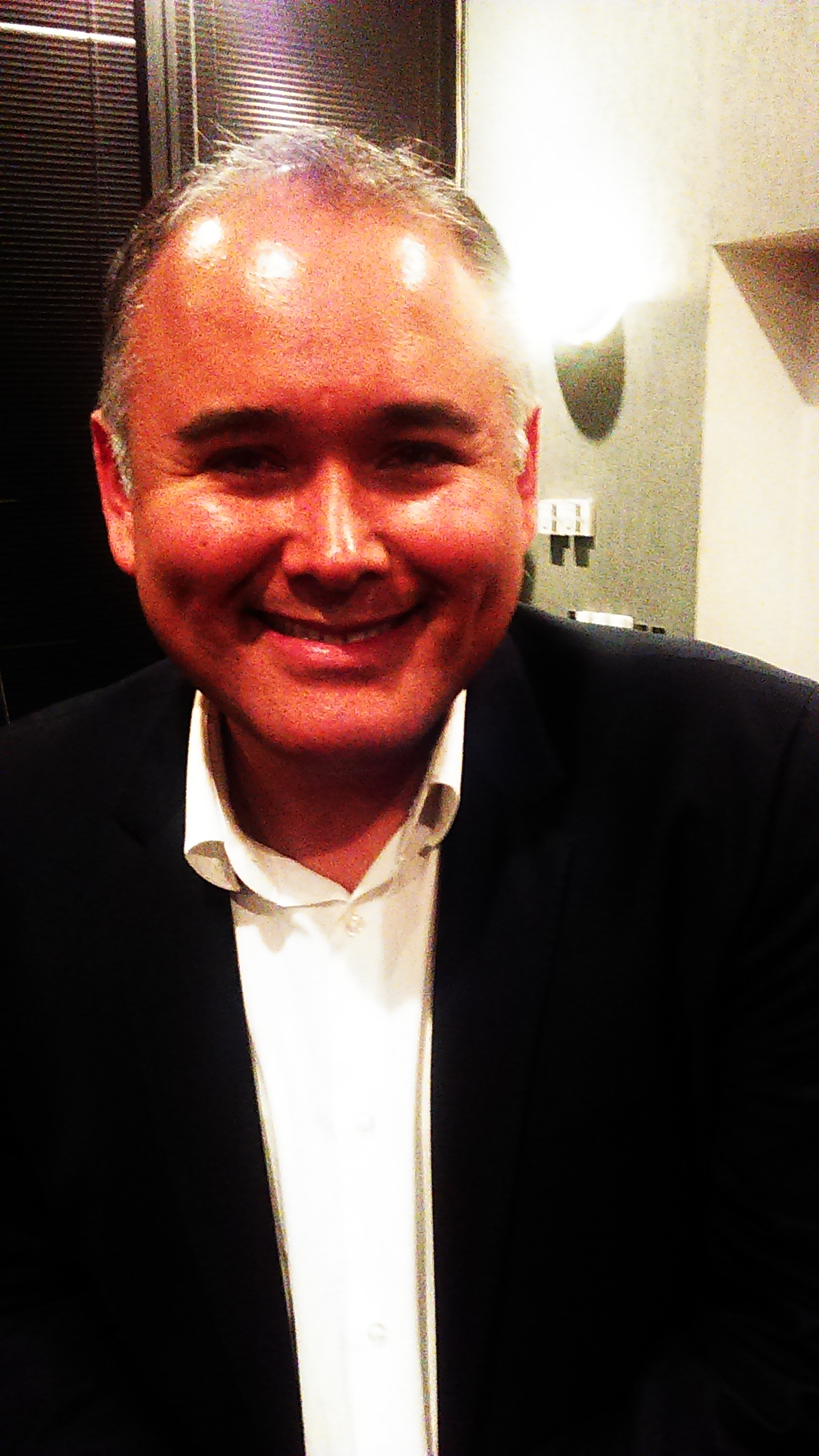
El tenor Javier Camarena en charla para estudiantes de ópera en Sivam, en el auditorio de las oficinas de Transportación Marítima Mexicana (Ciudad de México).

## Datos biográficos
Javier Camarena nació en Xalapa, en el estado de Veracruz, México. Su padre era técnico en una planta nuclear.

### Primeros estudios
Estudió flauta traversa en la preparatoria. Interrumpió luego su carrera de ingeniería eléctrica para dedicarse de lleno al canto, actividad para la cual inició sus estudios en la Facultad de Música de la Universidad Veracruzana, y los concluyó en la Escuela de Música de la Universidad de Guanajuato. Fue alumno de canto de Armando Mora y de María Eugenia Sutti.

### Debut
Hizo su debut en el Metropolitan Opera House en octubre del 2011, en El barbero de Sevilla, donde cantó el papel del Conde de Almaviva. El 25 de abril de 2014, Camarena se convirtió  en el tercer cantante en la historia de ese teatro en presentar una propina en el escenario, y el 12 de marzo del 2016 se convirtió en el segundo cantante en presentar múltiples propinas.

#### Debut en México
- Debutó en el Palacio de Bellas Artes en el 2004.[3]
- Debutó en el Auditorio Nacional el 28 de mayo de 2015, en una gala operística denominada Príncipe entre tenores.[12]

#### Debut en otras salas de conciertos
- Debutó en la Ópera de Zúrich en el 2007.[13]
- Debutó en el Gran Teatro del Liceo en 2012.[4]

## Tipo de voz
Su voz es la de un tenor lírico ligero. Se ha especializado en el periodo "belcantista" de la ópera: Gaetano Donizetti, Gioacchino Rossini, Wolfgang Amadeus Mozart y algunas obras de Giuseppe Verdi.

## Presentaciones
El 10 de noviembre de 2021 Camarena se presentó en la Expo 2020 Dubái como parte del programa cultural del pabellón de México.

## Reconocimientos
- 2004. Primer premio del Concurso Nacional de Canto Carlo Morelli.[15]
- 2021. Reconocido por la organización International Opera Awards como Cantante Masculino del Año, temporada 2020/21.[16][17]